# Quartet per a piano núm. 1 (Enescu)
El Quartet per a piano núm. 1 en re major, op. 16, és una composició de música de cambra del compositor romanès George Enescu, escrita el 1909 i interpretada per primera vegada a París el mateix any.

## Història
Enescu va compondre el seu primer quartet per a piano el 1909: el primer moviment a Sinaia, els dos moviments restants a París. L'obra es va acabar el 10 de desembre, poc més d'una setmana abans del concert en què es va estrenar, a les sèries Soirées d'Art del 18 de desembre de 1909, un programa que també incloïa l'estrena de l'Octet per a cordes, que ja tenia deu anys. La partitura està dedicada a Mme Ephrussi, l'esposa del banquer parisenc Michel Ephrussi.
Només hi va haver dues actuacions més del Quartet en vida del compositor: el 18 de maig de 1910 i de nou el 1933, ambdues vegades amb el compositor al piano. Sembla probable que Enescu tingués dubtes sobre l'obra i pogués haver desitjat revisar la partitura. Això no va passar mai, però, i el Quartet va romandre inèdit fins al 1965, una dècada després de la mort del compositor.

## Anàlisi
El quartet es divideix en tres moviments:
- Allegro moderato
- Andante mesto
- Vivace

El moviment d'obertura, una sonata-allegro en re major, comença amb el tema principal presentat a l'uníson, un model al qual Enescu era aficionat. Aquest tema s'assembla al primer tema del Deset per a vent d'Enescu, compost tres anys abans, però el seu desenvolupament ocasionalment anticipa l'heterofonia característica de l'estil posterior d'Enescu.
El moviment Andante central és una forma de cançó en la tonalitat de la bemoll menor, un tríton allunyat de la clau dels moviments exteriors, una relació que Enescu explorarà de nou a la Segona Simfonia. El tema principal és particularment expressiu, amb color modal, i es presenta al principi del moviment al violoncel. El segon grup temàtic deriva en gran part del primer tema, però mostra una cel·la melòdica a escala que alterna semitons i tons sencers, que emergirà com una escala octatònica descendent completa cinc compassos després de l'assaig 39. A la coda, el piano introdueix inesperadament el tema secundari del primer moviment, que és l’única característica cíclica que es troba en aquesta obra.
El final és, com el moviment inicial però s’obre inesperadament en re menor en lloc de major. Posseeix una pulsació rítmica implacable que, juntament amb una alegria vigorosa, serveix bé a la funció tradicional d'un final, però també a la d'un scherzo, un moviment que manca en aquesta obra.